# Uruki archaikus szövegek
Az uruki archaikus szövegek nevű leletcsoport a sumer proto-ékírás Urukból előkerült, az Uruk-kultúra dominanciájának utolsó szakaszában (Uruk-V; Uruk-IV, i. e. 3500 – i. e. 3100) és a Dzsemdet Naszr-kultúra kezdetére (i. e. 3100 – i. e. 2900) datálható agyagtáblára írt dokumentumok összefoglaló neve. Lelőhelyük legnagyobb részben az uruki Éanna-körzet, ezen kívül Urukban máshol és a környező településeken is előfordulnak. Az Éanna azért jelentős feltárási helyszín, mert az Uruk-kor végén (Uruk-IV) a templomkörzetet elhagyták, helyére csak részben épültek lakóházak (Uruk-III), de Uruk hanyatlásával és területének csökkenésével ezek is hamarosan megszűntek lakóövezetnek lenni, így a templomkörzet gyakorlatilag érintetlenül, ráépítkezések nélkül maradt fenn. Ezért az uruki szövegek ugyan egyedülállóak a maguk területén, de ezt valószínűleg jórészt a leletmegőrződés körülményeinek köszönhetik.

## Előzménye

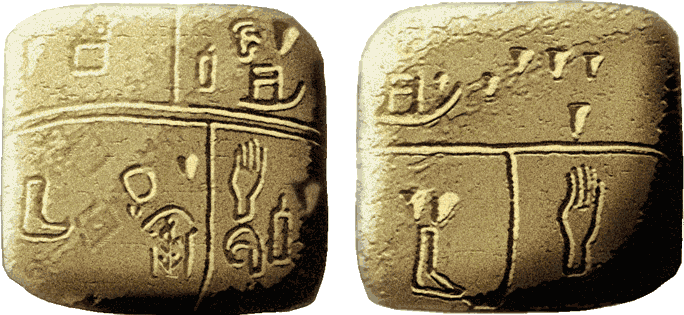
I. e. 3500 körüli időből, Kis városából előkerült protosumer piktografikus írás (kisi archaikus szövegek)

A beszéd rögzítésére alkalmas írásrendszert megelőző korban a gazdasági eredmények dokumentálása, a könyvelés maga az agyagból készült számlálók készleteivel kezdődött. Ilyen számlálók voltak az agyagborítékokban, amelyek felületén pecséthengerek lenyomatai láthatók. A pecsét a tulajdonjogot szimbolizálta.
Az uruki írás előzményei a dél-mezopotámiai térségben több helyen ismertek, használatuk viszonylag egységes, de a konkrét kiindulási helyet egyelőre nem lehet meghatározni.

## A leletek
Urukban 1912-től folynak szervezett feltárások, és a legelső ásatások óta ismertek a korai típusú jeleket tartalmazó táblák. A 2000-es évekre több ezer (körülbelül 4,5–5 ezer) darab került elő. Ez egy olyan leletegyüttes, amelynek alapján megbízható tipológia állítható fel és az írásfejlődés jellegzetességei is nyomon követhetők. További leletek is várhatóak lennének, mivel az eddigiek leginkább a korai városközpontból származnak, de a jelenlegi politikai helyzet nem teszi lehetővé a feltárások folytatását. A feldolgozást megnehezíti azonban, hogy gyakorlatilag minden egyes darab a város hulladékában volt, sőt egy már korábban felhalmozott hulladéklerakóból későbbi építkezések helyén a talaj elsimítására hordták oda, ezért sem felhasználásuk helye, sem keletkezésük pontos ideje nem ismert. A leletek túlnyomó többségénél csak a felettük lévő rétegekből lehet arra következtetni, hogy a mi a legkésőbbi keletkezési dátumuk. A leleteket általában a rajtuk talált íráskép tipológiája alapján csoportosítják és állítják időrendi sorrendbe.
Urukban – és Mezopotámia más településein – ez időben még esőztető földművelés, legeltető állattenyésztés volt a legfőbb gazdasági tevékenység. Uruk valószínűleg a távolsági kereskedelem közvetítő állomásaként, lerakatként és piacként vált a térség legjelentősebb városává.
Az uruki típusú szövegek legnagyobb része, mintegy négy és félezer tábla és töredék az Éanna-körzetből került elő. A táblák 80–90%-a gazdasági feljegyzés, a többi 50–100 jelből álló lexikális, jellista jellegű, azaz már ekkor megjelentek azok a tanulást segítő, csoportokba szedett jeltáblázatok, amelyek később is az írnokok legfontosabb segítségei voltak. Ezeknek nagy része egyetlen lista másolatai, így talán adó- vagy ajándékjegyzék lehetett eredetileg. Más részük a társadalmi, politikai és gazdasági élet szereplőit hierarchikus rangsorban rögzíti, vagy városneveket tartalmaz. Sok esetben a listát alkotó jelek jelentése homályos, vagy összefüggésük nem tisztázott. Tizennégy féle lexikális jegyzéket találtak 520 darab táblán. A gazdasági feljegyzések centralizált templomgazdaság tevékenységeihez kötődnek, raktár- és árujegyzékek, elszámolások. Ezek a szövegek majdnem mindig számjelekkel kezdődnek és a megszámolt tárgy jelével folytatódnak. A lexikális dokumentumokat az 1-es szám jelével vezetik be, amely egy nyújtott, fél ellipszis. Alig néhány darab olyan tábla ismert, amelyen nem számjegyek vezetik be a sorokat, és egyetlenegy sincs, amelyik kétséget kizáróan irodalmi, vallási vagy történeti tárgyú lenne.
Az ékírás legkorábbi előzményeként, komplett írásrendszerként az Uruk-IV régészeti rétegekben bukkannak fel az uruki archaikus szövegek. A megelőző időszak rengeteg szimbólumát tudatosan lecsökkentették nagyjából a harmadára, így alig több mint hétszáz jel maradt. Továbbra is elsősorban árucikkek és mennyiségek jelölésére alkalmazták, de a piktogramok egyszerűsödtek, kissé elszakadtak a képi ábrázolás jellegzetességeitől. Egyre inkább az egyenes vonalak kerültek előtérbe, mivel ezeket könnyebb volt agyagba karcolni. Például a juh (UDU) archaikus szimbóluma egy négyzet volt, amelybe keresztet rajzoltak. Ebben a juh formáját már nem lehet felismerni, de még mindig szójelként funkcionált, amelyet bárki a saját nyelvén „olvashatott” el, ha tudta, hogy az adott jel éppen a juhot jelenti. A jel többi jelentése is ehhez kapcsolódik, a gazdagságot és felhalmozást is ezzel írták. A jel a későbbiekben is fennmaradt, a klasszikus sumer korban 𒇻, az akkádok a saját juh jelentésű immeru szavukra alkalmazták, emellett viszont a „terelés” (dêšu) és „gyűjtés” (kamāru) szavaikra is. A kalász rajza viszonylag keveset változott, a hosszú egyenes vonalra halszálka alakban rajzolt néhány rövid ferde vonal az árpát jelentette továbbra is. Ebben a szakaszban azonban már nemcsak főneveket használtak, hanem a főnévhez kapcsolódó asszociációk révén igéket is, a láb rajza például „megy” jelentéssel is bírt.
Az ékírás fejlődésének egyértelműen fő szakaszát képviselik az uruki archaikus szövegek, mivel az ezekben előforduló 706 darab különböző piktogramnak legalább a kétharmada közvetlenül kapcsolódik a későbbi írásváltozatokban használt jelalakhoz. Az uruki archaikus szövegek önmagukban az írásfejlődés két állomását képviselik, a korai proto-sumer piktografikus írást és a sumer proto-ékírást, mely utóbbinak köszönhetően i. e. 3300 körüliek az első sumer nyelvemlékek. Ez a szakasz az első, amikor az írásból már nyelvi következtetéseket is lehet tenni. Adam Falkenstein vagy Ajszik Vajman nyelvészek az uruki szövegek elemzésekor olyan jelekre hívják fel a figyelmet, amelyek csak a sumer nyelvből értelmezhető fonetikus jelek. Ilyen például a TI („nyílvessző”) az „élet” jeleként vagy a GI („nádszál”) olyan közigazgatási környezetben, ahol „visszaszolgáltatás” értelemben is fordítható (de nádszálként nem).
Emellett viszont a piktografikus uruki szövegek szórendje rendszertelen, ezért a nyelvszerkezetre vonatkozóan nem lehet messzemenő következtetéseket levonni. Semmilyen meghatározott jelsorrend nincs, a piktogramok elszórtan helyezkednek el különböző cellákban, amelytől csak a késői változatok teleírt táblái térnek el. Ezek a szövegek csak a dolgok bizonyos jellemzőit rögzítették: a számukat és a típusukat.

## Utóélete

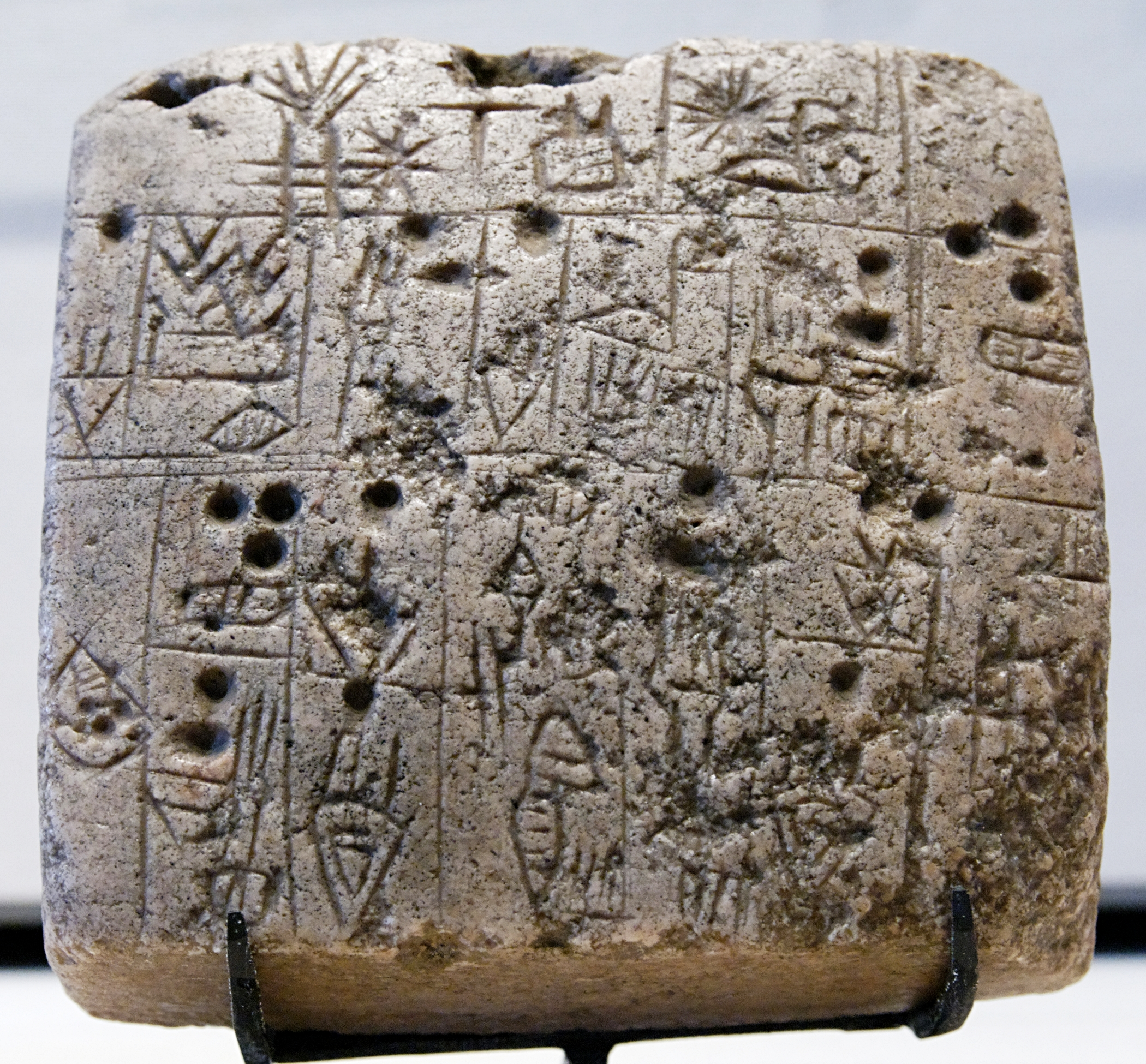
Egy szerződés i. e. 2600 körüli időből

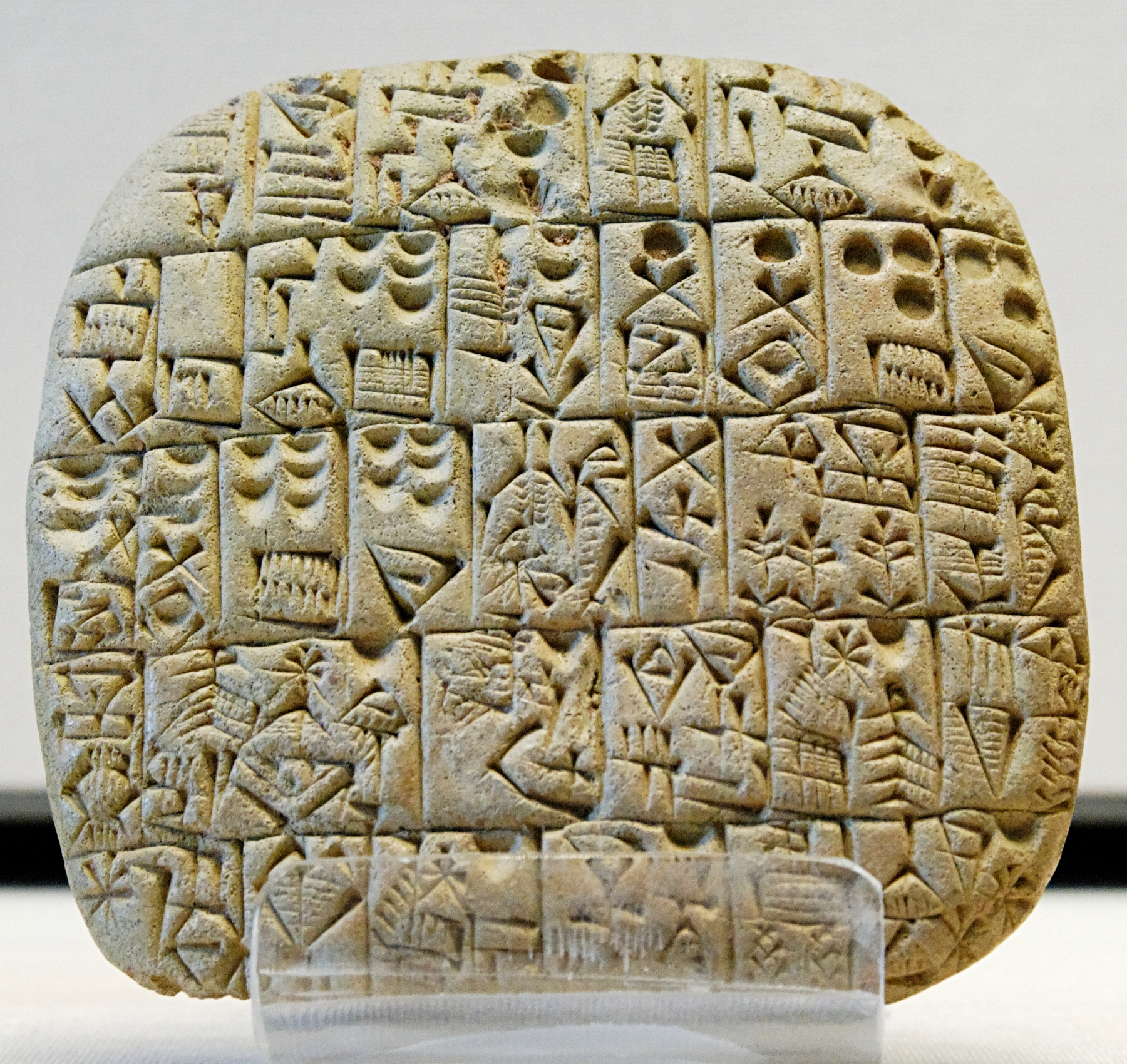
Suruppaki szerződés i. e. 2600 körül

Az Uruk-III korban Uruk kulturális – talán politikai – dominanciája visszaszorult, miközben az uruki írásrendszer egyre szélesebb körben terjedt. Az ideografikus uruki jelrendszer egyre inkább logografikussá vált, vagyis a jelek kombinálásával már összetett fogalmakat és kifejezéseket írtak le. A Dzsemdet Naszr-kultúra idején vált az írás alkalmassá a beszéd közvetlen lejegyzésére.
A fonetizálás ugyan már megkezdődött az uruki szövegekben is, de átfogóan akkor került sor rá, amikor az agglutináló sumer helyett a flektáló akkád nyelvre kezdték alkalmazni.